# Tomás Jesús Alarcón Vergara
Tomás Jesús Alarcón Vergara (Rancagua, 19 januari 1999) is een Chileens voetballer, die voor FC Cartagena speelt als middenvelder.  Zijn natuurlijke positie is die van verdedigende spil op het middenveld, maar hij kan ook als centrale verdediger uit de voeten. 

## Loopbaan
Hij doorliep de jeugdploegen van de ploeg uit zijn geboorteplaats en tekende er in 2016 zijn eerste contract bij CD O'Higgins, een ploeg  uit de Chileense Primera División. De ploeg plaatste zich als winnaar van de Liguilla Pre-Sudamericana Clausura voor de Copa Sudamericana van 2016.  Coach Cristián Roberto Arán  nam hem op in de selectie. Tegen het Uruguayaanse Montevideo Wanderers FC werd op 10 en 16 augustus 2016 twee maal 0-0 gelijk gespeeld, maar de ploeg werd met 5-4 na penalties uitgeschakeld.  Tussen deze twee wedstrijden in zou hij op zeventienjarige leeftijd zijn debuut kennen. Hij werd op 13 augustus 2016 als basisspeler opgesteld tijdens de met 1-1 gelijkspel geëindigde competitiewedstrijd uit tegen Club Deportes Iquique.   Hij trad dat seizoen nog éénmaal op en dit tijdens de 1/8 finale van de Chileense beker.  De wedstrijd ging met 1-2 verloren tegen Unión Española. Toen in 2018 de Argentijnse coach Gabriel Milito het roer overnam, groeide Alarcón uit als een basisspeler.  In 2019 groeide hij onder de Chileense trainer Marco Antonio Figueroa Montero uit tot een van de sterkhouders.  Zijn beste seizoen speelde hij in 2020 onder de Argentijnse coach Dalcio Víctor Giovagnoli Barros.  Tijdens dit vijfde seizoen scoorde hij op 13 september 2020 voor het eerst tijdens de met 1-2 verloren thuiswedstrijd tegen Everton de Viña del Mar.  Tijdens dit seizoen scoorde hij in het totaal zeven doelpunten.  Tijdens het seizoen 2021 speelde hij nog zeven wedstrijden, vooraleer hij de ploeg verliet.
Op 13 juni 2021 zette hij de stap naar Spanje en tekende een vierjarig contract bij Cádiz CF, een ploeg die het vorige seizoen de promotie naar de Primera División afgedwongen had.   De ploeg werd ten belope van een bedrag van 2 miljoen USD voor 80% eigendom van de speler. Het seizoen 2021-2022 debuteerde Alarcón tijdens het 1-1 gelijkspel tegen UD Levante.  Hij was onmiddellijk bepalend toen hij een kruispas verzond, die naar het doelpunt van Cádiz leidde.   Tijdens dit eerste seizoen speelde hij 23 competitie wedstrijden en 1 bekerwedstrijd.  Het seizoen 2022-2023 verliep veel moeilijker en hij speelde tijdens de heenronde maar 4 competitie wedstrijden en 1 bekerwedstrijd.  Daarom werd hij op 27 december 2022 tot op het einde van het seizoen uitgeleend aan Real Zaragoza, een ploeg uit de Segunda División.   Daar kon hij zich ook niet doorzetten en bleef doelpuntenloos tijdens 12 wedstrijden.   Ook voor het seizoen 2023-2024 was er geen plaats voor hem en werd hij aan een andere tweede klasse ploeg, FC Cartagena uitgeleend. 

## Nationale ploeg
Als jeugdspeler vertegenwoordigde hij Chili U20 tijdens de Juegos Suramericanos van 2018 en 2019.  De ploeg won de gouden medaille tijdens het eerste tornooi.
In 2020 speelde hij met Chili U23 het Zuid Amerikaans Pre Olympisch tornooi, maar de ploeg kon zich niet plaatsen.
Ondertussen had hij op 5 september 2019 een oefenwedstrijd bij de Nationale mannenploeg gespeeld tegen Argentinië.